# Nomada ceanothi
Nomada ceanothi är en biart som beskrevs av Cockerell 1907. Nomada ceanothi ingår i släktet gökbin, och familjen långtungebin. Inga underarter finns listade i Catalogue of Life.